# François Dalle
Pour les articles homonymes, voir Dalle.
François Dalle, né le 18 mars 1918 à Hesdin (Pas-de-Calais, France) et mort le 9 août 2005 à Genève en Suisse, est un administrateur de sociétés et un chef d'entreprise français. Il a transformé L'Oréal, PME fondée en 1909 par Eugène Schueller, en numéro un mondial des produits cosmétiques et de la beauté.

## Biographie
François Dalle est le fils de Joseph Dalle, brasseur à Hesdin dans le Pas-de-Calais, et de Jeanne Dalle, née Dumont.
Étudiant en droit, François Dalle réside chez les pères maristes au 104 de la rue de Vaugirard à Paris. Il s'y lie d'amitié avec André Bettencourt et François Mitterrand. Brillant étudiant, il se classe parmi les meilleurs élèves de la faculté de droit de Paris où il obtient une licence de droit, il ambitionne alors de poursuivre une carrière juridique, mais la débâcle de 1940 le contraint à renoncer à l'agrégation et à continuer dans cette voie.
Un temps avocat à la cour d'appel de Paris, de 1941 à 1942, il rencontre Eugène Schueller par l'intermédiaire de son ami André Bettencourt.. Après un bref entretien et le voilà embauché pour « la moitié du SMIC d'aujourd'hui » comme assistant de la secrétaire du directeur des ventes à l'usine Monsavon de Clichy (92), il gravit rapidement les échelons de l'entreprise pour devenir directeur d’usine puis Directeur Général de la société Monsavon en 1945. Il devient Directeur général de L’Oréal en 1948 avant d’être désigné Président-directeur général au décès de Eugène Schueller en 1957, poste qu’il occupera sans interruption de 1957 à 1984, faisant de lui l’un des P.D.-G. d’une entreprise du CAC 40 au mandat le plus long. En 1984, âgé alors de 64 ans, il cède la place à Charles Zviak pour devenir Président du comité stratégique de L’Oréal, jusqu’en 1990. Il y restera ensuite Administrateur jusqu’en 2005.
Parmi ses autres responsabilités majeures au sein de sociétés privées, il est également Administrateur de Nestlé SA, à partir de 1974, puis devient son Premier vice-président de 1986 à 1990, avant d’être Conseiller de 1990 à 2000. Il est Président-Directeur Général puis Administrateur de Saipo de 1957 à 1999 et Vice-président du conseil d'administration de Gesparal. Enfin, il est administrateur de la Banque Nationale de Paris (BNP) de 1973 à 1982, des Éditions Masson de 1975 à 1984, d'Air liquide de 1986 à 1992 et des chaines de télévision Canal+ de 1985 et 1994 et TF1, de 1987 et 1994. 
Au titre de son engagement dans la vie sociale et économique française, il siège au Conseil National du Patronat Français (CNPF) dont il est membre du conseil exécutif de 1972 à 1975 après avoir été membre du bureau à partir de 1968. Il est également Président-fondateur en 1969 du think tank Entreprise et Progrès, dont il devient membre du comité directeur, jusqu’en 1971, puis Président d'honneur. Enfin, il est Membre du bureau du conseil du Progrès industriel à partir de 1968.
François Dalle s’est particulièrement investi dans d’autres domaines, en lien notamment avec la formation, le monde académique ou des organismes publics. Il est ainsi Président-fondateur et Vice-président en 1975 puis Président d'honneur de l'Institut de l'entreprise (Idep), Président-fondateur de l'Institut international de prospective-Futuroscope de Poitiers de 1989 à 1999 et Président du conseil de direction de la revue Humanisme et Entreprise à partir de 1968. Il a par ailleurs occupé les postes de Président de l’Institut international de l’innovation, de Président de la Commission nationale pour l’industrie, d’administrateur et de Président du Centre d’études littéraires et scientifiques appliquées (Celsa) dont il a soutenu la création en 1957. Enfin, il est Vice-président et administrateur honoraire de l’Institut Pasteur, de 1970 à 1978, administrateur de l’institut européen d'administration des affaires (Insead), de 1969 à 1973, et du Centre de documentation et d'éducation permanente (Cedep), de 1971 à 1996.
En 1983, le magazine Le Nouvel économiste lui décerne le titre de Manager de l'année.
En 1984, le Président de la République, François Mitterrand, lui demande de se pencher sur l’industrie automobile en France. Il délivre alors un rapport qui met en lumière les fragilités des constructeurs français, qui connaissent une dégradation de leur compétitivité, s’appuient sur des effectifs trop importants et dont le modèle manufacturier paraît obsolète. Parmi les mesures économiques, sociales et industrielles qu’il propose, il préconise notamment le recours aux systèmes de production japonais. Ses prévisions se trouveront confirmées au regard des évolutions que le secteur automobile français a connues au cours des 40 dernières années.
François Dalle meurt le 9 août 2005 à Genève en Suisse laissant six enfants, de ses mariages avec Marguerite Estampa (1920-2000), Sophie Camplez (1936-2019) et Geneviève Clément : Jean-Francois, Guyonne, Pierre-Jérôme, Frédéric, Jean-Baptiste et Violaine. Conformément à son souhait, il est incinéré et une messe est célébrée en son souvenir à l'église des Invalides à Paris en présence, entre autres, de Valéry Giscard d'Estaing, Lindsay Owen-Jones et Liliane Bettencourt.

## L'aventure L'Oréal
Entrepreneur exigeant, mais toujours soucieux de ses collaborateurs, François Dalle a réussi à métamorphoser une PME française en l'un des principaux acteurs de la cosmétique, pour en faire le leader mondial de la beauté, avec des marques aussi emblématiques L’Oréal Paris, Garnier, Mixa, Lancôme, Diesel, Biotherm, Yves-Saint-Laurent ou Armani.
Il a relaté l'histoire de l'entreprise dans son ouvrage L'aventure L'Oréal, paru en 2001 aux éditions Odile Jacob, dans lequel il évoque également ses conceptions du management et du marketing, au travers de quelques principes cardinaux.

## Quelques aphorismes qui résument la pensée et l’action de Francois Dalle
La plupart des citations ci-dessous sont tirées de L'aventure L'Oréal.
Saisir ce qui commence
Il n’ya pas de progrès sans recherche d’exploits
L’autorité ne provient pas seulement des succès remportés ; elle peut aussi provenir des erreurs que l’on a su reconnaître et corriger.
Seule l’expérience permet de forger ses propres certitudes, à coups d’essais et d’erreurs corrigées.
J’ai toujours veillé à ce que l’esprit de bivouac, celui de la route et de l’atelier, l’emporte sur l’esprit d’état-major, celui des bureaux.
Pour trouver, il faut des esprits supérieurs, car seuls les esprits supérieurs sont capables de s’entourer d’autres esprits supérieurs susceptibles de trouver à leur tour.
Le capitalisme ne peut se justifier que s’il apporte l’abondance
Il n’y a pas de limite à la création de valeur
C’est un fait d’expérience : la plus petite différence de qualité finit toujours par être perçue par le consommateur
La primauté accordée au consommateur doit s’appliquer à la totalité des fonctions de l’entreprise.
L’information saisie sur le marché, à l’état naissant, a une valeur inestimable car elle est encore pure de toute interprétation, donc de toute déformation.

## Publications
- L’Entreprise du futur, avec Jean Bounine-Cabalé, Paris, Calmann-Lévy, 1971
- Quand l’entreprise s’éveille à la conscience sociale, avec Jean Bounine-Cabalé et Jacques Monod (préf.), Paris, Robert Laffont, 1975
- Dynamique de l’auto-réforme de l’entreprise, avec Nicolas Thiéry, Paris, Masson, 1976
- L’éducation en entreprise : contre le chômage des jeunes, avec Jean Bounine-Cabalé, Paris, Editions Odile Jacob, 1993
- Le sursaut, entretiens avec François Roche, Paris, Calmann-Lévy, 1994
- L’aventure L’Oréal, Paris, Odile Jacob, 2001

## Controverses
En 1989 éclate l'« affaire L'Oréal ». L'homme d'affaires Jean Frydman accuse alors François Dalle de l'avoir « démissionné » du conseil d'administration de Paravision, filiale audiovisuelle de L'Oréal dont il détenait 25 % des actions. Le motif de cette éviction aurait été de satisfaire aux exigences de la Ligue arabe qui frappait de boycott toute entreprise en relation directe ou indirecte avec l'État d'Israël. L'accusation tourne en affaire d'État. Le passé de chacun ressort alors que L'Oréal est accusé d'avoir été un refuge d'anciens cagoulards et d'ex-collaborateurs de la Seconde Guerre mondiale. François Mitterrand est accusé d'avoir interféré et menti pour le compte de ses amis François Dalle et André Bettencourt. Ce dernier sera obligé de se retirer de la direction après les révélations sur son passé. Le 20 novembre 1991, François Dalle est inculpé pour faux en écriture et discrimination raciale avant d'obtenir un non-lieu pour l'affaire.

## Distinctions
- Commandeur de la Légion d'honneur
- Commandeur de l'ordre national du mérite
- Médaillé de la Résistance
- Commandeur des Palmes académiques
- Commandeur du Mérite de la République italienne